# Championnat de Belgique de football de deuxième division 2014-2015
Navigation
saison précédente saison suivante
Le Championnat de Belgique de football D2 2014-2015, ou Proximus League est la 98e édition du championnat du 2e niveau du football belge.
La compétition se dispute en une seule série de 18 clubs qui se rencontrent en matches aller/retour (34 journées). Le champion est assuré de monter directement en Jupiler Pro League (sous réserve de l'acception de sa demande de licence pour la cette division).
Ce championnat est virtuellement partagé en 3 tranches (10 + 12 + 12 matches) donnant chacune lieu à un classement distinct. Les trois vainqueurs de tranche sont qualifiés pour un tour final en compagnie d'un barragiste de Division 1. Le vainqueur de ce tournoi final monte/reste en D1. Dans le cas où le champion remporte une ou plusieurs tranches (ou qu'un même club remporte plus d'une tranche), la qualification au tour final revient au 2e du classement général et ainsi de suite.
La compétition est largement dominée par Saint-Trond VV qui se fait tout de même un peu peur en fin de parcours en sentant revenir Lommel. Mais les "Canaris" tiennent bon et décrochent logiquement le titre. Le tour final est survolé par OH Louvain bien que l'AS Eupen entretient le suspense jusqu'à la dernière journée.
La saison est aussi marquée par l'apparition d'un projet de réforme (voir ci-après), par la faillite déclarée du RAEC Mons et les soucis financiers du KRC Malines. Celui-ci et KV Woluwe-Zaventem renoncent très vite à entrer une nouvelle demande de licence, ce qui réduit fortement le suspense en bas de classement.
Le durcissement des conditions d'octroi de la licence laisse plusieurs clubs dans le doute et les contraint à un recours devant la CBAS. Finalement, de tous les requérants, seule l'Eendracht Alost ne reçoit pas le précieux sésame et doit descendre malgré une place finale au milieu du classement.

## Projet de réforme
Dans le courant de cette saison, un projet de réforme est révélé au public. L'instigateur principal du projet est Monsieur Delplank, membre du KSV Roulers. L'idée est plutôt révolutionnaire et soulève plus de questions qu'elle ne propose de solutions durables: la réduction de la Division 2 à... huit clubs !
Le but est de limiter le nombre de clubs professionnels à 24 (16 en D1 et 8 en D2). Aucune décision ferme n'est prise durant cette saison 2014-2015, mais tant la Pro League (clubs de D1) que la Ligue Nationale (clubs de D2) émettent un avis favorable ,.

## Marketing, changement de nom
Le sponsor commercial de la Division 2, à savoir « Belgacom », ayant décidé de changer son appellation pour devenir « Proximus » (qui était le nom de son opérateur de téléphonie mobile), la compétition devient donc la « Proximus League ».

## Matricule 167, vendu et déménagé
Face aux difficultés financières, les dirigeants du Royal Boussu Dour Borinage, porteur du matricule 167, cherchent des solutions durant toute la saison précédente (voir saison précédente). Ne trouvant pas de propositions « locales » suffisantes pour combler les dettes de leur club, ils finissent par accepter l'offre d'un groupe proche du cercle français du FC Metz, parmi lequel on retrouve Dominique D'Onofrio, ancien coach du Standard et frère de Luciano, l'ex-patron des Rouches. Le matricule 167 est donc vendu et déménagé vers Seraing où il devient le Royal Seraing United.
Par ailleurs, les sympathisants de l'ancien club borain trouvent un arrangement pour racheter le matricule 5192 (R. Charleroi-Fleurus) qu'ils renomment Royal Francs Borains (qui évolue en Promotion).

## Matricule 1936, disparition
Ancien K. FC Strombeek, renommé FC Molenbeek Brussels Strombeek puis tout récemment RWDM Brussels FC, le matricule 1936 ne reçoit pas la licence obligatoire pour pouvoir évoluer en D2. Renvoyé en Division 3, le club bruxellois arrête ses activités et disparaît.

## Changement de stade
À la suite de l'arrêt d'activité du RWDM Brussels FC, le R. White Star Bruxelles quitte le stade Fallon de Woluwé et emménage au stade Machtens de Molenbeek.

## RC de Malines, plus de licence et arrêt des joueurs
À la mi-janvier 2015, on apprend que le K. RC Mechelen n'est plus en droit de demander une licence pour le championnat de Division 2 2015-2016. C'est la Commission des Licences qui a pris cette décision car le club n'a pas répondu aux exigences en matière d'éclairage de son terrain principal. Le club est en droit d'interjeter appel de cette sanction, mais ne devrait pas le faire en raison des soucis financiers auxquels il fait face. Un retour en D3 est donc pratiquement entériné dès janvier.
La situation particulière du matricule 24 en entraîne une autre. Si ce club assure son maintien sportif, mais est relégué faute de licence, le règlement prévoit qu'un seul autre cercle soit relégué direct et que l'avant-dernier classé devienne barragiste.
Le 15 février 2015, à l'issue de la rencontre perdue contre Patro Eisden (1-3), le staff d'entraîneurs et l'ensemble des joueurs annoncent qu'ils cessent leurs activités avec effet immédiat. Les salaires sont en souffrance depuis plus de trois mois et des arriérés pour les années 2013 et 2014 sont également réclamés. Cela sent le roussi pour le matricule 24.

## Clubs présents pour la saison 2014-2015
| #  | Nom                                          | Mat. | Ville          | Stades                | En D2 depuis    | Total en D2 | S. Précédente          |
| -- | -------------------------------------------- | ---- | -------------- | --------------------- | --------------- | ----------- | ---------------------- |
| 1  | Royal Albert Elisabeth Club Mons             | 44   | Mons           | Charles Tondreau      | 2014-2015 (1re) | 16 saisons  | Division 1 - 16e       |
| 2  | Oud-Heverlee Leuven                          | 6142 | Louvain        | Den Dreef             | 2014-2015 (1re) | 7 saisons   | Division 1 - 15e       |
| 3  | Royal Antwerp Football Club                  | 1    | Deurne         | Bosuil                | 2004-2005 (11e) | 15 saisons  | 7e                     |
| 4  | K. Sportclub Eendracht Aalst                 | 90   | Alost          | Pierre Cornelis       | 2011-2012 (4e)  | 35 saisons  | 11e                    |
| 5  | Koninklijke Sportvereniging Roeselare        | 134  | Roulers        | Schiervelde           | 2010-2011 (5e)  | 17 saisons  | 15e                    |
| 6  | Royal Football Club Seraing                  | 167  | Seraing        | du Pairay             | 2009-2010 (6e)  | 6 saisons   | 9e                     |
| 7  | Royal Excelsior Virton                       | 200  | Virton         | Yvan Georges          | 2013-2014 (2e)  | 10 saisons  | 13e                    |
| 8  | Koninklijke Sint-Truidense Voetbalvereniging | 373  | Saint-Trond    | Stayen                | 2012-2013 (3e)  | 29 saisons  | 3e                     |
| 9  | Koninklijke Football Club Dessel Sport       | 606  | Dessel         | Armand Melis          | 2012-2013 (3e)  | 13 saisons  | 14e                    |
| 10 | Koninklijke Football Club Geel               | 2169 | Geel           | Leunen                | 2013-2014 (2e)  | 2 saisons   | 10e                    |
| 11 | Koninklijke Lommel United                    | 2554 | Lommel         | Soeverein             | 2005-2006 (10e) | 16 saisons  | 5e                     |
| 12 | Koninklijke Sportkring Heist                 | 2948 | Heist o/d Berg | ??                    | 2010-2011 (5e)  | 5 saisons   | 16e                    |
| 13 | K. Allgemeine Sportvereinigung Eupen         | 4276 | Eupen          | du Kherweg            | 2011-2012 (4e)  | 18 saisons  | 2e                     |
| 14 | Association Football Club Tubize             | 5632 | Tubize         | Edmond Leburton       | 2009-2010 (6e)  | 11 saisons  | 6e                     |
| 15 | Royal White Star Bruxelles                   | 5750 | Woluwe-St-L.   | Fallon                | 2011-2012 (4e)  | 4 saisons   | 12e                    |
| 16 | Koninklijke Racing Club Mechelen             | 24   | Malines        | stade O. Van Kesbeeck | 2014-2015 (1er) | 41 saisons  | 1er Division 3 Série A |
| 17 | Koninklijke Voetbalclub Woluwe-Zaventem      | 3197 | Zaventem       | Gemeentelijke         | 2014-2015 (1er) | 1 saison    | 1er Division 3 Série B |
| 18 | Koninklijke Patro Eisden Maasmechelen        | 3434 | Maasmechelen   | Patro                 | 2014-2015 (1re) | 36 saisons  | 3e Division 3 Série B  |

### Localisation des clubs participants
| \| Antwerp RC Mechelen Dessel Sport Geel Heist E. Aalst Roeselare White · Star Woluwe-Z. Mons OH Leuven Tubize Lommel RFC Seraing AS Eupen St-Truiden P. Eisden Virton \| Localisation des clubs engagés en Division 2 2014-2015 |
| Antwerp RC Mechelen Dessel Sport Geel Heist E. Aalst Roeselare White · Star Woluwe-Z. Mons OH Leuven Tubize Lommel RFC Seraing AS Eupen St-Truiden P. Eisden Virton                                                              |

### Entraîneurs pour la saison 2014-2015
| Mat  | Club                         | Entraîneurs                                     |
| ---- | ---------------------------- | ----------------------------------------------- |
| 1    | R. Antwerp FC                | Richard Stricker                                |
| 24   | K. RC Mechelen               | Thierry Pister                                  |
| 44   | R. AEC Mons                  | Didier Beugnies                                 |
| 90   | K. SC Eendracht Aalst        | Regi Van Acker                                  |
| 134  | K. SV Roeselare              | Franky Van der Elst                             |
| 167  | RFC Seraing                  | Arnauld Mercier                                 |
| 200  | R. Excelsior Virton          | Frank Defays                                    |
| 373  | K. Sint-Truidense VV         | Yannick Ferrera                                 |
| 606  | K. FC Dessel Sport           | Bart Wilmssen                                   |
| 2169 | K. FC Geel                   | Eric Franken                                    |
| 2554 | K. Lommel United             | Stijn Vreven                                    |
| 2948 | K. SK Heist                  | Francis Bosschaerts                             |
| 3197 | KV Woluwe-Zaventem           | Nicolas Van Nerom                               |
| 3434 | K. Patro Eisden Maasmechelen | Eric Eurlings                                   |
| 4276 | K. AS Eupen                  | Bartolomé Marquez Lopez Jordi Condom (T2) a.i.  |
| 5750 | R. White Star Bruxelles      | John Bico (Manager général & sportif)           |
| 5632 | AFC Tubize                   | Dante Brogno 07/10/2014 Colbert Marlot          |
| 6142 | OH Leuven                    | Ivan Leko 28/11/2014 Hans Vander Elst (intérim) |

## Résultats et classement
Légendes et abréviations
- Champion et promu en Jupiler League la saison suivante
- Barrages de promotion
- Barrages de maintien
- Relégation en D3

 : Relégué de D1 en fin de saison 2013-2014

 : Promu en 2013-14 en provenance de D3

T1, T2, T3 : Vainqueurs de périodes 2013-2014
- NOTE: Les 10 premières journées composent le classement de la "première tranche". Pour rappel les 3 vainqueurs de tranche sont assurés de participer au tour final (sous réserve de l'acception de leur demande de licence pour la Jupiler League)
- Champion d'automne: K. Sint-Truidense VV

### Classement final
| Rang | Équipe                  | Pts | J  | G  | N  | P  | Bp | Bc | Diff |
| ---- | ----------------------- | --- | -- | -- | -- | -- | -- | -- | ---- |
| 1    | K. St-Truidense VV (T2) | 79  | 34 | 24 | 7  | 3  | 62 | 28 | +34  |
| 2    | K. Lommel United (T3)   | 70  | 34 | 21 | 7  | 6  | 65 | 27 | +38  |
| 3    | K. AS Eupen             | 67  | 34 | 20 | 7  | 7  | 63 | 31 | +32  |
| 4    | RFC Seraing             | 61  | 34 | 19 | 10 | 7  | 69 | 39 | +30  |
| 5    | OH Leuven (T1)          | 61  | 34 | 17 | 10 | 7  | 67 | 40 | +27  |
| 6    | R. Excelsior Virton     | 59  | 34 | 18 | 7  | 9  | 57 | 35 | +22  |
| 7    | R. AEC Mons             | 55  | 34 | 14 | 13 | 7  | 53 | 30 | +23  |
| 8    | AFC Tubize              | 50  | 34 | 14 | 8  | 12 | 43 | 40 | +3   |
| 9    | K. SC Eendracht Aalst   | 46  | 34 | 12 | 10 | 12 | 48 | 44 | +4   |
| 10   | R. Antwerp FC           | 42  | 34 | 11 | 9  | 14 | 41 | 41 | 0    |
| 11   | K. SV Roeselare         | 42  | 34 | 10 | 12 | 12 | 44 | 45 | -1   |
| 12   | R. White Star Bruxelles | 40  | 34 | 8  | 15 | 11 | 43 | 48 | -5   |
| 13   | AS Verbroed. Geel       | 39  | 34 | 10 | 9  | 15 | 42 | 52 | -10  |
| 14   | K. SK Heist             | 36  | 34 | 10 | 6  | 18 | 41 | 61 | -20  |
| 15   | K. FC Dessel Sport      | 31  | 34 | 7  | 10 | 15 | 33 | 56 | -23  |
| 16   | K. Patro Eisden Maasm.  | 26  | 34 | 6  | 8  | 21 | 38 | 68 | -30  |
| 17   | K. RC Mechelen          | 19  | 34 | 5  | 4  | 26 | 23 | 87 | -64  |
| 18   | KV Woluwe-Zaventem      | 15  | 34 | 3  | 6  | 25 | 30 | 81 | -51  |

Note: Malgré leur classement, l'Eendracht Alost et le RAEC Mons sont renvoyés en Division 3 faute d'avoir obtenu la licence pour le football rémunéré. Le cas des Montois est plus problématique car le club, déclaré en faillite, pourrait arrêter ses activités.

### Tableau des rencontres du championnat
| Résultats (▼dom., ►ext.)                                   | AAL | ANT | DES | EIS | EUP | GEE | HEI | LOM | OHL | RCM | MON | ROE | STT | SER | TUB | VIR | WSB | WZA |
| K. SC Eendracht Aalst                                      |     | 1-0 | 2-2 | 1-1 | 1-2 | 1-2 | 1-0 | 0-3 | 2-3 | 2-1 | 0-1 | 1-1 | 1-2 | 1-0 | 2-3 | 1-0 | 2-2 | 1-0 |
| R. Antwerp FC                                              | 0-0 |     | 1-2 | 4-1 | 1-2 | 2-2 | 2-0 | 0-2 | 1-2 | 0-0 | 1-0 | 1-1 | 0-2 | 1-1 | 0-0 | 1-2 | 1-1 | 3-1 |
| K. FC Dessel Sport                                         | 0-2 | 0-2 |     | 1-2 | 1-3 | 2-3 | 1-0 | 1-2 | 1-1 | 1-1 | 2-2 | 1-3 | 1-1 | 0-2 | 0-1 | 0-4 | 2-1 | 3-1 |
| K. Patro Eisden M.                                         | 1-3 | 0-1 | 1-1 |     | 0-2 | 2-0 | 3-1 | 1-2 | 0-3 | 0-1 | 1-3 | 0-5 | 1-2 | 2-6 | 3-4 | 0-1 | 1-3 | 1-1 |
| K. AS Eupen                                                | 3-1 | 4-1 | 0-1 | 1-1 |     | 4-0 | 2-3 | 2-1 | 1-1 | 5-1 | 3-0 | 1-1 | 3-0 | 1-1 | 1-0 | 1-0 | 1-2 | 4-1 |
| AS Verbroedering Geel                                      | 0-3 | 2-1 | 0-1 | 2-2 | 0-3 |     | 0-0 | 2-2 | 0-5 | 2-0 | 0-5 | 3-0 | 1-4 | 3-2 | 0-1 | 0-0 | 1-1 | 1-1 |
| K. SK Heist                                                | 0-2 | 1-3 | 3-1 | 2-1 | 0-4 | 1-1 |     | 2-3 | 2-2 | 2-0 | 0-2 | 0-1 | 3-1 | 1-3 | 3-2 | 1-3 | 2-2 | 2-1 |
| K. Lommel United                                           | 2-1 | 2-0 | 3-0 | 0-2 | 0-1 | 0-0 | 1-0 |     | 3-1 | 3-0 | 3-0 | 2-1 | 0-1 | 2-2 | 2-0 | 3-1 | 2-0 | 2-0 |
| Oud-Heverlee Leuven                                        | 0-0 | 2-2 | 3-1 | 3-1 | 2-0 | 2-1 | 0-2 | 0-3 |     | 3-0 | 0-0 | 4-0 | 2-3 | 0-3 | 1-2 | 1-1 | 4-2 | 7-0 |
| K. RC Mechelen                                             | 2-4 | 1-2 | 3-2 | 1-3 | 3-1 | 2-4 | 2-1 | 0-6 | 0-1 |     | 0-3 | 0-2 | 0-2 | 0-2 | 0-5 | 0-3 | 2-2 | 0-1 |
| R. AEC Mons                                                | 1-1 | 2-1 | 0-0 | 0-0 | 1-1 | 2-0 | 2-0 | 1-1 | 1-1 | 3-0 |     | 3-0 | 1-1 | 1-3 | 4-0 | 4-0 | 1-1 | 4-0 |
| K. SV Roeselare                                            | 2-1 | 0-0 | 2-2 | 4-0 | 1-1 | 0-1 | 2-2 | 0-1 | 0-0 | 4-0 | 1-1 |     | 0-1 | 2-0 | 1-1 | 1-2 | 1-3 | 0-2 |
| K. St-Truidense VV                                         | 1-1 | 1-0 | 0-0 | 2-2 | 1-0 | 2-1 | 3-1 | 2-1 | 3-2 | 2-1 | 1-0 | 3-0 |     | 1-2 | 2-0 | 3-0 | 6-0 | 1-0 |
| RFC Seraing                                                | 1-0 | 1-2 | 3-0 | 2-1 | 2-3 | 3-2 | 3-0 | 3-3 | 2-3 | 5-0 | 3-1 | 2-2 | 2-2 |     | 2-0 | 1-2 | 0-0 | 3-1 |
| AFC Tubize                                                 | 1-0 | 1-0 | 1-1 | 3-1 | 0-0 | 0-3 | 1-2 | 2-2 | 0-1 | 1-0 | 2-2 | 0-1 | 0-1 | 0-0 |     | 3-0 | 1-0 | 3-0 |
| R. Excelsior Virton                                        | 3-3 | 2-1 | 2-0 | 2-0 | 2-0 | 2-1 | 3-0 | 1-0 | 1-2 | 9-0 | 0-0 | 2-0 | 0-1 | 0-0 | 2-2 |     | 2-2 | 4-0 |
| R. White Star Bruxelles                                    | 3-3 | 2-4 | 2-1 | 1-1 | 0-1 | 3-0 | 2-3 | 0-0 | 1-1 | 1-1 | 2-0 | 0-1 | 1-1 | 1-1 | 1-0 | 1-0 |     | 0-0 |
| KV Woluwe-Zaventem                                         | 2-3 | 0-2 | 1-4 | 1-2 | 0-2 | 3-4 | 1-1 | 0-3 | 0-3 | 0-1 | 1-2 | 4-4 | 1-3 | 1-3 | 2-3 | 2-2 | 1-0 |     |
| - Victoire à domicile - Match nul - Victoire à l'extérieur |     |     |     |     |     |     |     |     |     |     |     |     |     |     |     |     |     |     |

- Note: La rencontre Tubize-St-Truidense de la 4e journée, le 30 août 2014 est dans un premier temps programmé au Tivoli de La Louvière, mais est finalement reporté en raison d'un éclairage insuffisant pour la « Proximus League », au stade des « Loups »[8]. Ce match n'est finalement refixé qu'au 12 novembre 2014.

### Première période
La première période s'écoule du 1er août 2014 au  5 octobre 2014 (sauf remises inopinées).

#### Résumé1repériode
L'AS Eupen entame sa saison sur les chapeaux de roue en disposant facilement du RAEC Mons (3-0) et est imité par Saint-Trond, qui est venu à bout de Virton sur le même score (3-0). Tubize et Louvain remportent également la rencontre qui les oppose respectivement à Dessel (0-1) et à Malines (0-1). Parallèlement, Seraing est accroché par l'Antwerp (1-1), de même que le White Star par Lommel (0-0). Eupen et Saint-Trond prennent provisoirement la tête du classement pour le gain de la première tranche.
Lors de la seconde journée, Eupen s'impose sur le terrain de Seraing (2-3), de même que Louvain face à Dessel (3-1). Le duel opposant Virton au White Star se solde sur un score nul (2-2). Parallèlement, Mons et Saint-Trond partagent l'enjeu (1-1). Eupen maintient garde la tête du classement de la première période.
À la suite de la 3e journée, il n'y a encore quatre maxima : Eupen et OH Louvain totalisent 9 points. Les Germanophones s'imposent sur le fil (but à la 90e) contre sur Tubize (1-0) alors que les « Students » ont gagné à l'Antwerp (1-2). Woluwe-Zaventem et Alost, qui n'ont joué que deux rencontres, comptent 6 unités. Le Patro Eisden subit son premier revers (0-1) contre Virton dont c'est le premier succès. Seraing United va gagner à St-Trond (1-2). Pour l'AEC Mons, l'entame de la compétition est délicate. « L'Albert » n'a encore qu'un seul point après une défaite au White Star (2-0) qui s'en avoir l'air d'y toucher reste proche des leaders avec 5 sur 9. Le RC Malines et Dessel Sport n'ont pas encore empoché le moindre point.
Alost remporte son match d'alignement à Woluwe-Zaventem puis dispose de l'Antwerp (1-0). OH Leuven remporte le premier sommet de la saison (2-0) contre Eupen. À l'issue de la 4e journée, les « Étudiants » et les « Oignons » totalisent le maximum. À l'opposé, situation inquiétante pour le « Great Old » qui ne compte encore qu'un point, tout comme Heist. Dessel Sport n'en a pas encore.
Après six journées, OH Louvain occupe la tête devant Virton qui se hisse à la deuxième place en signant quatre victoires de rang. Eupen subi la loi du RC Malines et St-Trond (qui compte un match de moins) s'impose à Alost. Heist n'a toujours pas gagné. Il est dernier avec un point derrière Dessel et Roulers (3). L'Antwerp n'a que 5 unités mais n'a encore disputé que 5 parties. Le 10 septembre 2014, le « Great Old » dispute son match de retard à Tubize, mais le perd (1-0).
La 7e journée permet à Oh Louvain (18) de confirmer sa première place, car Virton (13) s'incline (3-1) à Lommel (14) qui passe deuxième. Eupen (12) subit une seconde défaite consécutive (0-1, à domicile contre Dessel Sport). St-Trond, avec un match de moins, compte 13 points. En fond de grille, Heist remporte sa première victoire (3-2) contre Tubize. Un succès important car ses rivaux directs ont gagné. Outre Dessel, Roulers a battu Seraing (2-0). Par contre Geel subit une correction de la part de l'AEC Mons (0-5) et reste englué dans la « zone rouge ».
Rebondissement lors de la 8e journée quand Heist alors lanterne rouge va s'imposer chez le leader louvaniste (0-2). Virton large vainqueur de Woluwe-Zaventem (4-0) et Eupen qui a gagné au Bosuil (1-2) se replacent à 1 et 3 points. Lommel qui a partagé (1-1) à Mons est aussi à trois longueurs de la première place. La fin de la 1re période approche.
L'AS Eupen fait la meilleure opération lors de la 9e journée. Les « Pandas » gagnent (0-2) à Woluwe-Zaventem alors que les deux premiers sont tenus en échec (0-0): OH Leuven à Roulers et Virton à domicile contre Mons. Avec une rencontre jouée en moins, St-Trond est « leader virtuel » en comparant les points perdus. Cependant, le Trudonnaires s'inclinent (3-0) à Eupen, lors de la 10e journée. En raison de ce résultat, OH Leuven s'adjuge la première période en battant Geel (2-1).

### Deuxième période
Cette période s'écoule du 11 octobre 2014 au 18 janvier 2015 (sauf remises inopinées).

#### Résumé2epériode
Vainqueur de la première période, OH Leuven piétine avec un revers à Lommel (3-1) puis un partage (1-1) contre Virton. Eupen en profite pour reprendre la tête, mais comme les Pandas sont accrochés (1-1) par le Patro Eisden, c'est St-Trond, avec un match de moins, qui est leader virtuel (moins de points perdus).
Après la 3e journée de la 2e période, St-Trond, Lommel et Seraing totalisent le maximum (9) devant Eupen, Roulers et l'Antwerp (7). Au général, Eupen (59) précède toujours St-Trond (26, mais 1 match de moins) et Lommel (26). Seraing (24) s'est intercalé devant OH Louvain (24) grâce à une meilleure différence de buts.
Lors du week-end de la Toussaint, OH Leuven continue de manger « son pain noir » avec un revers (0-3) des œuvres de Seraing United. Eupen ne pouvant faire mieux que (1-1) contre Roulers, c'est St-Trond qui passe en tête grâce à une meilleure différence de buts. Les Trudonnaires comptent toujours un match de retard (à Tubize). St-Trond, Eupen et Lommel totalisent 29 unités, pour 27 à Seraing et 26 à Virton. OH Leuven (24) a glissé à la 6e place.
Lors de la 15e journée (la 5e de la deuxième période), les six premiers classés s'imposent de concert accentuant ainsi l'écart qui sépare le groupe de tête du « ventre mou » du classement. Le top 6 reste cependant très ouvert puisque toutes les équipes se tiennent en l'espace de 5 points.

##### St-Trond champion d'automne
Le mercredi 12 novembre 2014, Saint-Trond remporte son match de retard (0-1, à Tubize) et confirme sa première place avec désormais trois points d'avance. « Bis repetita » lors de la 16e journée avec une exception notable, la victoire d'Eupen sur Lommel (2-1) dans le match au sommet. Seraing, vainqueur 0-2 au Racing de Malines, se glisse à la troisième place. Cette période est menée par St-Trond et Seraing avec 18 sur 18. St-Trond coiffe la couronne de champion d'automne en allant s'imposer (0-1) à Lommel. Eupen mordant la poussière (2-0) à Virton, c'est Seraing, facile vainqueur de Dessel Sport (3-0), qui prend la deuxième place provisoire. À Tubize (1-0), les « Rats malinois » subissent une 7e défaite de suite.
Lors de la première journée du second tour, St-Trond accroît son avantage en allant s'imposer (0-1) à Virton. Eupen est accroché à Mons (1-1) alors que Seraing mord la poussière à domicile contre l'Antwerp (1-2). Lommel et OH Louvain qui ont gagné (2-0 contre le White Star et 3-0, contre le RC Malines) reviennent dans le groupe de poursuivants.
Les Trudonnaires confortent leur première place à l'occasion de la 19e journée où ils battent Mons (1-0) tandis qu'Eupen et Seraing se neutralisent (1-1) et que Virton est défait (1-0) au White Star. Lommel, vainqueur (1-2) au Patro Eisden, se glisse en deuxième position au général. Avec 29 unités, soit le maximum des points, St-Trond est le meneur autoritaire de deuxième période, devant Seraing (22) et Lommel (21).
Dans le cadre de la 20e journée, OH Louvain est accroché par l'Antwerp (2-2). Lommel évite le piège à domicile contre Heist (1-0) alors qu'Eupen ne peut faire mieux que « 0-0 » à Tubize. Virton écarte le Patro Eisden (2-0). Dans le match de clôture, Seraing mène « 2-0 », mais est finalement rejoint par le leader St-Trond. Alors qu'il n'avait plus pris le moindre point depuis le 5 octobre, le RC Malines met fin à une série de 9 revers consécutifs en allant s'imposer (0-1) à Woluwe-Zaventem, la lanterne rouge. Avec 17 unités, les « Ratten » laissent quatre formations derrière eux: Heist et Geel (16), Dessel (14). Woluwe-Zaventem (11).
La dernière journée de l'année 2014 offre la deuxième période à St-Trond qui écarte Tubize (2-0). Seul Lommel United (0-1, à Roulers) maintient l'écart. Seraing (1-1, au White Star) et Eupen (1-1, contre OH Louvain) perdent des plumes.
La reprise en janvier sert de journée de clôture à la 2e période. St-Trond est mené 2-0 mais finit par s'imposer (2-3) à OH Leuven. À l'exception de Lommel, tenu en échec à domicile (0-0) par Geel, les autres formations de tête gagnent également.

### Troisième période
Cette période s'écoule du 24 janvier 2015 au 25 avril 2015 (sauf remises inopinées).

#### Résumé3epériode
La troisième période commence avec une surprise puisque St-Trond doit laisser filer deux points en étant accroché (1-1) à domicile par l'Eendracht Alost. Lommel, Seraing et Eupen s'imposent de concert. Lors de la deuxième journée de cette période, Eupen est la seule équipe à totaliser le maximum des points (le match de Lommel a été remis).
Lors de la 25e journée, Seraing United est décramponné du groupe de tête avec une défaite (3-2) à Geel. Par contre Eupen (4-1, contre l'Antwerp) et Lommel (3-0, contre Mons) poursuivent leur belle série. St-Trond est accroché (0-0) à domicile par Dessel.
À l'occasion de la 26e journée, St-Trond et Eupen confortent leurs premières positions. Les Germanophones s'isolent en tête de la dernière période. Pendant ce temps, Seraing et Lommel se neutralisent (3-3) au stade du Pairay. L'AEC Mons corrige Virton (4-0) et conserve ainsi un mince espoir d'atteindre le tour final, via le général. La mauvaise nouvelle de la journée vient de Malines où les joueurs du Racing annoncent, à l'issue de leur partie (perdue (1-3) contre Patro Eisden, qu'ils cessent leurs activités avec effet immédiat puisque depuis trois mois ils n'ont plus reçu le moindre salaire. Des arriérés des années 2013 et 2014 leur sont également dus.
Le 21 février 2015, Lommel Unnited perd son math d'alignement à Virton (1-0). Non seulement, les Campinois voient les Gaumais se rapprocher au général, mais l'écart avec Eupen qui mène confortablement cette période ne résorbe pas. À huit rencontres de la fin, les deux premiers descendants sont connus: le RC Mechelen qui ne reçoit pas sa licence pour la saison prochaine et Woluwe-Zaventem qui ne la demande pas.
Le 1er mars 2015, St-Trond remporte le sommet contre Eupen (1-0) et conforte son avance en tête. Il semble que le titre ne puisse plus échapper aux Canaris. De leur côté les Pandas accusent le coup en s'inclinant une semaine plus tard, à domicile, devant le White Star (1-2) tout heureux de s'éloigner de la zone dangereuse. Lommel United en profite pour se glisser au 2e rang. La bagarre pour éviter la place de barragiste concerne le Patro Eisden (24) et le SK Heinst (23) qui voient s'éloigner Geel (30), Dessel (29) et le White Star (29).

##### Réforme du football professionnel
C'est durant cette 3e période, à la fin du mois de février qu'apparait officiellement un projet de réforme du football belge professionnel et plus particulièrement de la Division 2. Emanant du SV Roulers, le projet est de ramener la D2 à seulement 8 clubs afin d'avoir un maximum de 24 équipes professionnelles .
Les clubs formant la Pro League (D1) se déclarent favorables à l'idée et ensuite ce sont les cercles de D2 qui marquent aussi leur accord .
Dans la pratique la mise en œuvre de cette réforme devrait prendre encore au minimum une saison car plusieurs organismes de la fédération, dont le Comité Exécutif, doivent se prononcer. Au moment de sa publication, l'idée ne semblent plaire qu'aux cercles intéressés (les professionnels), dans les rangs du football non-rémunéré (amateur), aucune réaction officielle ne s'est encore fait entendre.
Lors de la 29e journée, St-Trond concède un partage au White Star (1-1) alors qu'Eupen s'impose (0-2) au Patro Esiden et que Lommel United bat Alost (2-1). Si ces résultats ont une influence mineure au classement général, ils permettent à Lommel de reprendre les commandes au classement de la période avec 16 unités, soit une dé plus qu'Eupen (5 victoires) et que St-Trond (4 victoires). Heist battu (1-3) par l'Antwerp, ne profite pas du  revers du "Patro" et reste barragiste. L'AEC Mons s'impose (4-0) contre Tubize dans ce que beaucoup craignent être le dernier match à domicile du "matricule" 44, déclaré en faillite et auquel le Tribunal de Commerce de Mons à fixer la date butoir du 31 mars 2015 pour trouver un repreneur.

##### St-Trond piétine
Cinq partages à l'occasion de la 30e journée, dont celui entre St-Trond et le Patro Eisden (2-2). Le leader voit revenir Lommel (victorieux 0-6 au  RC Malines) à 6 points. Eupen par contre est décramponné à la suite de son revers (2-3) contre Heist. Une victoire qui permet aux Anversois de dépasser le "Patro" désormais barragiste.
Jouée durant le week end de Pâques, la 31e journée voit le leader trudonaire s'incliner (3-1) à Heist dès le Vendredi-Saint. Le lendemain, Lommel ne fait pas dans la dentelle (3-0) contre Dessel et revient à trois points de la première place. L'autre enseignement de la journée est que Seraing United voit sa participation au tour final se compliquer. Après avoir mené "1-0", les pensionnaires du Pairay se sont inclinés (2-3) contre OH Louvain. Eupen, qui a remercié Bartolomé Parquez Lopez, son entraîneur principal, le 31 mars (le "T2" Jordi Condom assure la fonction de "T1" jusqu'au terme de la saison) ramène un point à Roulers (1-1). Le Patro Eisden, battu (1-3) par le White Star, est désormais à 4 unités de Heist dans la lutte pour éviter la place de barragiste.

##### La pénible saga des licences
Devenue une mauvaise habitude des compétitions supérieures du football belge, le dossier relatif à l'octroi des licences vient ajouter son grain amer à la fin de championnat. Le 9 avril 2015, soit trois jours avant la 32e des 34 journées prévues, on apprend que pas moins de six clubs se sont vus refuser la licence convoitée pour la saison 2015-2016: l'Eendracht Alost, l'Antwerp, Seraing United, Tubize et le White Star Bruxelles Tous les cercles concernés contestent ce refus et déclarent se pourvoir devant la CBAS. Un refrain indigeste devenu tristement commun depuis plusieurs saisons.
La 32e journée offre comme principal enseignement que Lommel United, vainqueur à l'Antwerp (0-2) est pratiquement assuré du gain de la troisième période, car Geel s'est incliné (4-0) à Eupen. Le suspense pour la participation au tour final d'accession à la Division 1 est pratiquement clos. OH Leuven (période 1) et l'AS Eupen, dont la 3e place finale est assurée (5 points d'avance sur Virton, à la suite de la défaite de Seraing à Alost (1-0) accompagneront le 2e classé quel qu'il soit. Il reste encore une légère incertitude en la position de Geel. Le cercle campinois peut gagner la dernière tranche mais la tâche est ardue. Il reçoit St-Trond et doit miser sur deux revers de Lommel qui termine par deux « sommets » : contre Eupen et à St-Trond. Sans oublier qu'Eupen possède une différence de buts largement supérieure à celle de Geel. En fait, il ne reste deux questions sans réponse: qui sera champion ? et qui sera barragiste ? Heist a assuré son maintien en gagnant au Whiote Star (2-3), seul Dessel Sport (30) reste sous la menace du Patro Eisden (26). Sportivement car la suite et l'évolution du dossier des licences refusée pourrait renvoyer plusieurs clubs en D3 et donc « sauver » le barragiste. D'autant qu'au niveau inférieur seules trois formations ont reçu leur licence, trois autres vont en appel.

##### St-Trond champion
La 33e et avant-dernière journée met fin à toutes les supputations. Tous les verdicts sportifs sont connus. Le K. Sint-Truidense VV s'impose (1-4) à Geel et remporte le 4e titre de Division 2 de son Histoire, car Lommel s'incline chez lui contre Eupen (0-1). Le champion ayant remporté une période, le deuxième classé (Lommel) est repêché pour le tour final. Comme ce club et Eupen sont les derniers vainqueurs possibles de la 3e période, les trois participants au tour final sont connus. Le barragiste pour le maintien aussi, à la suite de sa défaite à Heist (2-1), le Patro Eisden est condamné à ce rôle. Sur ce point reste toutefois à savoir quelle sera la position de la fédération comme plusieurs dossiers de demandes de licences sont en attente et comment sera (ré-)agencé le tour final avec les cercles de Division 3 (peu de clubs de D3 en ordre de licence).

## Tour final

### Participants
- Barragiste de D1: Lierse SK
- Qualifiés de D2: Oud-Heverlee Leuven (vainqueur Période 1), K. Lommel United (vainqueur Période 3), K. AS Eupen (3e classé).

### Classement final
Le tirage au sort du tour final 2014-2015 est effectué le lundi 27 avril 2015, au siège de l'URBSFA
| Rang | Équipe           | Pts | J | G | N | P | Bp | Bc | Diff |  | Résultats (▼ dom., ► ext.) | LIE | EUP | LOM | OHL |
| ---- | ---------------- | --- | - | - | - | - | -- | -- | ---- |  | -------------------------- | --- | --- | --- | --- |
| 1    | OH Leuven        | 14  | 6 | 4 | 2 | 0 | 8  | 3  | +5   |  | OH Leuven                  | 0-0 | 1-1 | 3-1 |     |
| 2    | K. AS Eupen      | 8   | 6 | 2 | 2 | 2 | 5  | 4  | +1   |  | K. AS Eupen                | 0-1 |     | 1-0 | 0-1 |
| 3    | Lierse SK (I)    | 7   | 6 | 2 | 1 | 3 | 8  | 10 | -2   |  | Lierse SK (I)              |     | 1-3 | 4-2 | 1-2 |
| 4    | K. Lommel United | 4   | 6 | 1 | 1 | 4 | 6  | 10 | -4   |  | K. Lommel United           | 3-1 | 0-0 |     | 0-1 |

### Résumé du tour final
Le tour final débute par deux succès en déplacement. Barragiste de D1, le Lierse réussit un petit "hold-up" en allant s'imposer contre le cours du jeu à Eupen (0-1), pendant que de son côté OH Leuven va gagner sur le même score à Lommel United.
La deuxième journée voit le Lierse recevoir l'étiquette de « favori » à la suite de son succès (4-2) contre Lommel, tandis que « OHL » et Eupen se neutralisent (1-1).
À l'occasion de la 3e soirée de matchs, Louvain s'installe en tête en allant s'imposer ) la Chaussée du Lisp. Dans le même temps, l'AS Eupen bat Lommel (1-0). Un premier verdict tombe: distancé de 7 unités, Lommel United est éliminé de la course pour la montée en D1.
On observe une neutralisation générale lors de la quatrième journée avec un double "0-0". Louvain (8), Lierse (7) et Eupen (5) restent sur leur position respective.
Lors de l'avant-dernière soirée, Louvain (11) s'impose (3-1) contre Lommel pendant que le Lierse (7) s'incline (1-3) contre Eupen. À la suite de ce revers, le Lierse est mathématiquement relégué en Division 2
L'AS Eupen ne parvient à forger l'exploit et doit s'incliner contre OH Leuven (0-1) qui remporte le tour final "haut la main". Lommel United sauve l'honneur en gagnant son dernier match (3-1) contre un Lierse démobilisé.

## Promotions et relégations
Sont promus en D1 :
- K. St-Truidense VV
- OH Leuven

Sont relégués en D2 :
- Cercle Brugge K. SV
- K. Lierse SK

Sont promus en D2 :
- K. VV Coxyde
- R. Union St-Gilloise
- KM SK Deinze

Sont relégués en D3 :
- K. RC Mechelen
- KV Woluwe-Zaventem
- R. AEC Mons (faillite et pas de licence)
- K. SC Eendracht Aalst (pas de licence)

## Débuts en Division 2
Un club évolue pour la première fois de son histoire au 2e niveau national du football belge. Il est le 148e club différent à atteindre ce niveau.
- KV Woluwe-Zaventem 28e club brabançon différent à atteindre le 2e niveau.

NOTE: À la suite du rachat de matricule Seraing United devient le 63e club de la Province de Liège à évoluer en séries nationales et le 18e de cette province à prendre part au 2e niveau national.

## Sources & Liens externes
- La Dernière Heure/Les Sports
- Footgoal.net
- Walfoot.be
- (nl) Base de données du football belge